# Pamětní dvoueurové mince roku 2012

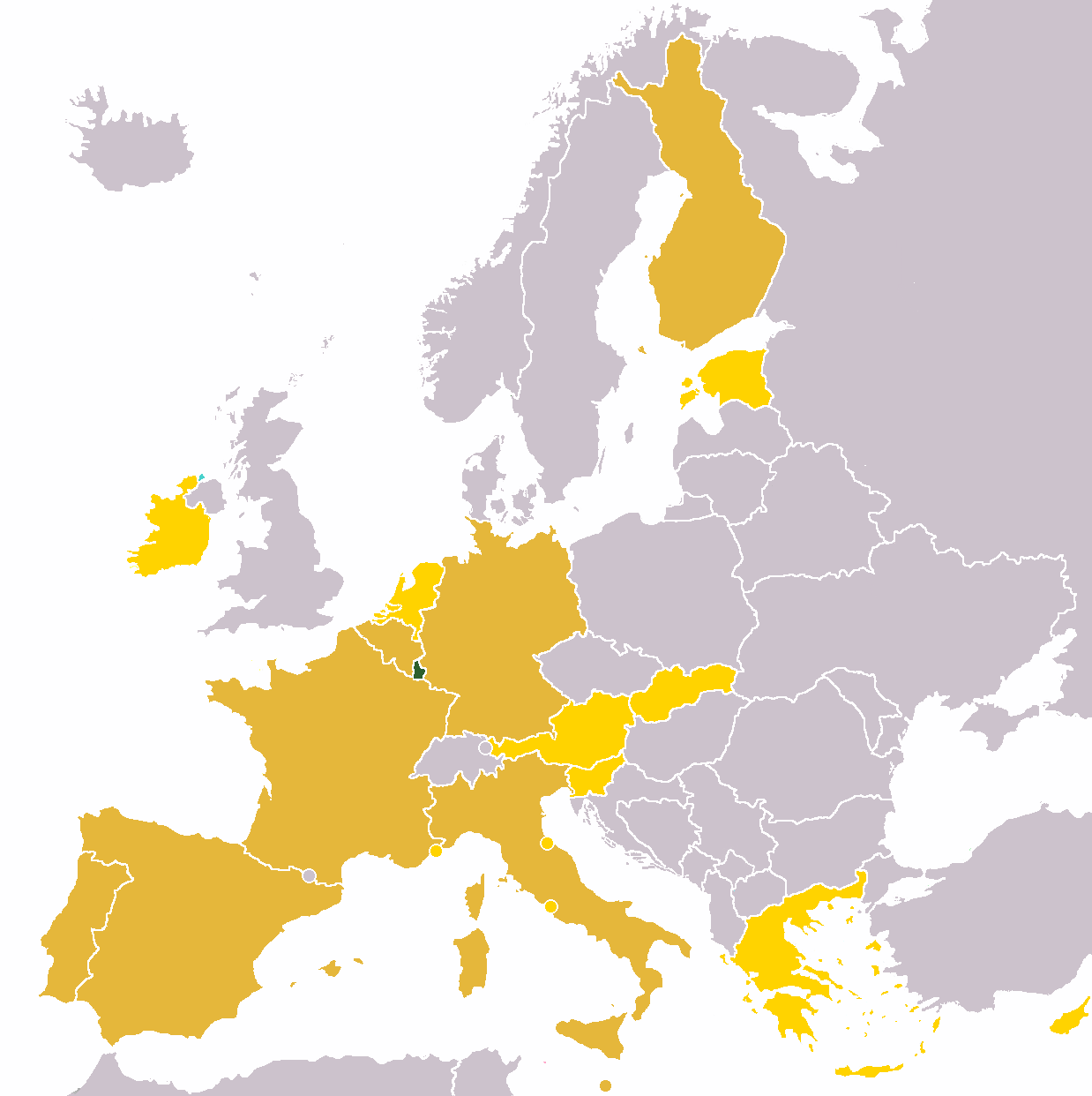
Tři 2€ pamětní mince
Dvě 2€ pamětní mince
Jedna 2€ pamětní mince
Žádná 2€ pamětní mince
jiný evropský stát

Pamětní dvoueurové mince jsou speciální mince měny euro, které mají připomínat významnou historickou událost či aktuální dění ve vydávající zemi. V roce 2012 byla vydána společná série 17 tehdejších členských států eurozóny k výročí 10 let od zavedení euromincí a eurobankovek do oběhu. Dále bylo vydáno 13 národních pamětních mincí. Lucembursko využilo jako první možnosti vydat 2 pamětní mince během jednoho roku.
Evropská unie dovolila od roku 2004 jednotlivým státům eurozóny (a Monaku, San Marinu a Vatikánu) vydávat omezený počet vlastních pamětních oběžných euromincí, ale pouze v hodnotě dvou eur. Mince jsou oběžné, v běžném platebním styku se však pro oblibu mezi sběrateli (na rozdíl od běžných dvoueurových mincí) téměř nevyskytují nebo jen zřídka.
| Vydávající stát | Událost                                                                                    | Množství          | Datum         |
| --- | ------------------------------------------------------------------------------------------ | ----------------- | ------------- |
| Belgie Estonsko Finsko Francie Irsko Itálie Kypr Lucembursko Malta Německo Nizozemsko Portugalsko Rakousko Řecko Slovensko Slovinsko Španělsko | Deset let od zavedení eura jako hotovostních peněz                                         | ---               | leden 2012    |
| Popis: Symbol eura uprostřed mince ukazuje, že se euro stalo v posledních deseti letech v Evropě i v celém světě velmi důležitým faktorem a vyvinulo se v globálního hráče na poli mezinárodního měnového systému. Navržené prvky na minci okolo symbolu eura vyjadřují důležitost eura pro občany, finanční svět (budova ECB), obchod (lodi), průmysl (továrny), odvětví energetiky a pro výzkum a vývoj (větrné elektrárny). Iniciály umělce AH jsou uvedeny pod vyobrazením budovy ECB. Název vydávající země v národním jazyce je uveden nahoře, zatímco dole je uveden letopočet 2002–2012..                                                                        |                                                                                            |                   |               |
| Lucembursko | Velkovévoda Henri a velkovévoda Guillaume IV. z řady „Velkovévodská dynastie“              | 1,4 milionu mincí | leden 2012    |
| Popis: Na levé straně vnitřní části mince je podobizna Jeho Královské Výsosti velkovévody Henriho dívajícího se doprava, která překrývá podobiznu velkovévody Guillauma IV. dívajícího se doprava. Nad podobiznami vnitřní části mince je uveden nápis „GRANDS-DUCS DE LUXEMBOURG“ a letopočet „2012“ a po jeho stranách značka mincovny a iniciály rytce. Před podobiznami se v pozadí objevuje kontura města Lucemburk. Pod příslušnými podobiznami jsou uvedena jména „HENRI“ a „GUILLAUME IV.“ spolu s nápisem „† 1912“. |                                                                                            |                   |               |
| Německo | Bavorsko ze série „Lander“                                                                 | 30 milionů mincí  | leden 2012    |
| Popis: Pamětní mince „Bavorsko“ navržená Erichem Ottem znázorňuje nejznámější pohled na zámek Neuschwanstein. Vzor znázorňuje pohled z východu, který se skýtá návštěvníkům během výstupu na zámek, se strážnicí v popředí a s věžemi a vížkami ve středověkém stylu. Mince věrně zachycuje horské panorama rozkládající se za zámkem a také umístění zámku na ostrohu, ze kterého je výhled na romantickou soutěsku Pöllatschlucht. Název „BAYERN“ spojuje vyobrazenou stavbu „zámek Neuschwanstein“ se spolkovou zemí. Mincovní značka příslušné mincovny (A, D, F, G nebo J) se nachází ve vnitřní části mince vpravo a iniciály umělce ve vnitřní části mince vlevo. |                                                                                            |                   |               |
| Španělsko | Památky světového přírodního a kulturního dědictví UNESCO – katedrála v Burgosu            | 8 milionů mincí   | březen 2012   |
| Popis: Na minci je vyobrazena katedrála v Burgosu. Na levé straně nahoře je název vydávajícího státu „ESPAÑA“. Na pravé straně rok „2012“ a mincovní značka. |                                                                                            |                   |               |
| Belgie | 75. ročník Soutěže královny Alžběty                                                        | 5 milionů mincí   | květen 2012   |
| Popis: Ve vnitřním kruhu mince je zobrazeno logo Soutěže královny Alžběty zasazené do podobizny královny Alžběty, která je vyobrazena z levého profilu. Vlevo od něj je vyražena značka mincmistra a vpravo bruselská mincovní značka, hlava archanděla Michaela s přilbicí. Nad podobiznou jsou uvedeny letopočty 1937–2012. Pod podobiznou je vyražen nápis „QUEEN ELISABETH COMPETITION“. Písmena „BE“ vpravo od podobizny označují vydávající zemi. |                                                                                            |                   |               |
| San Marino | Deset let od zavedení eura jako hotovostních peněz                                         | 130 000 mincí     | červen 2012   |
| Popis: Symbol eura uprostřed mince ukazuje, že se euro stalo v Evropě i v celém světě velmi důležitým prvkem, protože se v posledních deseti letech proměnilo na globálního hráče v rámci mezinárodního měnového systému. Navržené prvky na minci okolo symbolu eura vyjadřují důležitost eura pro občany, finanční svět (budova ECB), obchod (lodi), průmysl (továrny), pro odvětví energetiky a pro výzkum a vývoj (větrné elektrárny). Iniciály umělce AH jsou uvedeny pod vyobrazením budovy ECB. Nahoře je uvedeno jméno vydávající země „SAN MARINO“, napravo je značka mincovny, zatímco dole je označení 2002–2012.                                              |                                                                                            |                   |               |
| Portugalsko | Evropské hlavní město kultury pro rok 2012 – město Guimarães v severním Portugalsku        | 520 000 mincí     | červen 2012   |
| Popis: Na mincích jsou vyobrazeny tři nejvýznamnější symboly města Guimarães: král Afonso Henriques, jeho meč a část hradu ve městě. Vlevo je portugalský znak a název vydávající země: Portugalsko. Vpravo dole je umístěno logo události „Guimarães 2012“ a jméno umělce: José de Guimarães. |                                                                                            |                   |               |
| Francie | sté výročí narození duchovního Abbé Pierra, který je ve Francii znám jako ochránce chudých | 1 milion mincí    | červen 2012   |
| Popis: Na minci je zobrazen portrét duchovního Abbé Pierra v baretu a logo jeho hnutí s miniaturním nápisem „Et les autres?“, což bylo jeho oblíbené motto jak připomenout, že by lidé nikdy neměli zapomínat pomáhat ostatním. Na levé straně jsou písmena „RF“, která znamenají „République française“, společně s rohem hojnosti, značkou pařížské mincovny, a na pravé straně je „květinka“, znak rytecké dílny. |                                                                                            |                   |               |
| Monako | 500. výročí nezávislosti Monaka vyhlášené zakladatelem Lucienem 1. GRIMALDIM               | 150 000 mincí     | červenec 2012 |
| Popis: Ve vnitřní části mince je zobrazen portrét Luciena 1. GRIMALDIHO z levého profilu. Nad portrétem je nápis ve tvaru oblouku umístěného podél horní hrany vnitřní části mince se slovy „SOUVERAINETE DE MONACO“ ohraničený letopočty „1512“ a „2012“. Na začátku a na konci textu jsou vyryty dva drobné ornamenty. V dolní části je nalevo od portrétu zobrazen roh hojnosti, značka pařížské mincovny, a na pravé straně je „květinka“, znak rytecké dílny. Nad značkou je vyrytý nápis „Lucien I er “. |                                                                                            |                   |               |
| Itálie | 100 let od úmrtí Giovanniho Pascoli                                                        | 15 milionů mincí  | červenec 2012 |
| Popis:V popředí je zobrazen portrét básníka Giovanni Pascoliho, významné postavy italské literatury konce 19. století, který pocházel z regionu Romagna. Na pravé straně je letopočet „2012“ a zkrácené označení Italské republiky „RI“, na levé straně je rok básníkova úmrtí „1912“, mincovní značka „R“ a iniciály autorky Marii Carmely Colaneriové „MMC“. Dole je do půlkruhu uspořádán nápis „G.PASCOLI“ |                                                                                            |                   |               |
| Malta | Většinové zastoupení 1887                                                                  | 430 000 mincí     | září 2012     |
| Popis: Návrh vytvořil maltský umělec Gianni Bonnici a zobrazuje jásající zástup lidí s guvernérským palácem ve Vallettě na pozadí. Na horní straně vnitřního kruhu je v půlkruhu nápis „MALTA – Většinové zastoupení 1887“. Dole je uveden rok „2012“. |                                                                                            |                   |               |
| Vatikán | 7. světové setkání rodin                                                                   | 115 000           | říjen 2012    |
| Popis: Na okraji vnitřního kruhu je zobrazena rodina s milánskou katedrálou. Návrh je lemován nápisem "VII INCONTRO MONDIALE DELLE FAMIGLIE", tvořícím půlkruh, který je v pravé horní části doplněn názvem vydávající země "CITTÁ DE VATICANO". Na pravé straně je uveden letopočet 2012 a na levé straně je zobrazeno jméno umělce "G. TITOTTO", za nímž následuje značka rytce "LDS Inc". V dolní části návrhu je mezi matkou a dítětem uvedena značka mincovny "R". |                                                                                            |                   |               |
| Finsko | 150. výročí narození umělkyně Helene SCHJERFBECKOVÉ                                        | 2 miliony mincí   | září 2012     |
| Popis: Návrh zobrazuje stylizovaný autoportrét umělkyně s nápisem Helene SCHJERFBECK po levé straně a letopočty 1862–1946 po pravé straně. Vlevo ve spodní části mince je letopočet 2012 a označení vydávající země FI. |                                                                                            |                   |               |
| Lucembursko | svatba následníka trůnu Guillauma s hraběnkou Stéphanie de Lannoy                          | 1,4 milionu mincí | prosinec 2012 |
| Popis: Na levé straně vnit řní části mince je podobizna Jeho královské Výsosti velkovévody Jindřicha a na pravé podobizna následníka velkovévody prince Guillauma překrývající podobiznu hraběnky Stéphanie. Na vnitřní části mince dole je umístěn text „PRËNZENHOCHZAÏT“, „LËTZEBUERG“ a letopočet „2012“ a po stranách mincovní značka a iniciály mincmistra. |                                                                                            |                   |               |